# Sabine Ginther
Sabine Ginther (Vorderhornbach, 3 febbraio 1970) è un'ex sciatrice alpina austriaca, vincitrice della Coppa Europa nel 1989.

## Biografia

### Stagioni 1987-1990
Sciatrice polivalente originaria di Vorderhornbach e in attività tra la fine degli anni 1980 e gli inizi del decennio successivo, Sabine Ginther debuttò in campo internazionale in occasione dei Mondiali juniores di Hemsedal/Sälen 1987, dove vinse la medaglia d'oro nella combinata e quella d'argento nella discesa libera. L'anno dopo, nella rassegna iridata giovanile di Madonna di Campiglio 1988, si aggiudicò altre tre medaglie d'oro (nel supergigante, nello slalom gigante e nella combinata) e una d'argento (nella discesa libera).
Ottenne il primo piazzamento di rilievo in Coppa del Mondo il 26 novembre 1988 a Schladming, classificandosi 14ª in supergigante; nella stessa stagione conquistò altri due titoli mondiali juniores, vincendo le prove di discesa libera e di supergigante ad Alyeska 1989, e la Coppa Europa 1988-1989, aggiudicandosi anche la classifica di discesa libera.

### Stagioni 1991-1993
Il 22 dicembre 1990 salì per la prima volta sul podio in Coppa del Mondo, classificandosi 3ª nella combinata di Morzine; in seguito conseguì il 6º posto nella discesa libera dei Mondiali di Saalbach-Hinterglemm 1991, sua unico piazzamento iridato, e vinse la sua prima gara in Coppa del Mondo, la discesa libera di Lake Louise del 9 marzo. A fine stagione in Coppa del Mondo, dopo aver ottenuto sette podi con due vittorie, risultò 2ª sia nella classifica generale, superata di 117 punti dalla vincitrice Petra Kronberger, sia in quella di discesa libera, battuta da Chantal Bournissen di 18 punti; vinse invece la classifica di combinata, che all'epoca nom prevedeva l'assegnazione di alcun trofeo, a pari merito con Florence Masnada.
Anche nella stagione 1991-1992 s'impose nella classifica di combinata, con 85 punti di vantaggio su Miriam Vogt, mentre in quella generale fu 6ª; i suoi podi quell'anno furono cinque, con quattro vittorie tra le quali l'ultima della sua carriera, nella combinata di Grindelwald del 2 febbraio. Sebbene convocata, non riuscì invece a competere ai XVI Giochi olimpici invernali di Albertville 1992 poiché cadde durante le prove della gara di combinata, rompendosi una vertebra. L'ultimo piazzamento della sua attività agonistica fu il 3º posto ottenuto nella discesa libera di Coppa del Mondo disputata il 22 gennaio 1993 a Haus; in seguito si infortunò al ginocchio durante le prove della discesa libera dei Mondiali di Morioka e si ritirò, appena ventitreenne.

## Palmarès

### Mondiali juniores
- 8 medaglie:
  - 6 ori (combinata a Hemsedal/Sälen 1987; supergigante, slalom gigante, combinata a Madonna di Campiglio 1988; discesa libera, supergigante ad Alyeska 1989)
  - 2 argenti (discesa libera a Hemsedal/Sälen 1987; discesa libera a Madonna di Campiglio 1988)

### Coppa del Mondo
- Miglior piazzamento in classifica generale: 2ª nel 1991
- Vincitrice della classifica di combinata nel 1991 e nel 1992[5]
- 13 podi (7 in discesa libera, 1 in supergigante, 1 in slalom speciale, 4 in combinata):
  - 6 vittorie
  - 3 secondi posti
  - 4 terzi posti

#### Coppa del Mondo - vittorie
| Data             | Località    | Paese       | Specialità |
| ---------------- | ----------- | ----------- | ---------- |
| 9 marzo 1991     | Lake Louise | Canada      | DH         |
| 15 marzo 1991    | Vail        | Stati Uniti | DH         |
| 12 gennaio 1992  | Schruns     | Austria     | KB         |
| 12 gennaio 1992  | Schruns     | Austria     | SL         |
| 1º febbraio 1992 | Grindelwald | Svizzera    | DH         |
| 2 febbraio 1992  | Grindelwald | Svizzera    | KB         |

Legenda:

DH = discesa libera

SL = slalom speciale

KB = combinata

### Coppa Europa
- Vincitrice della Coppa Europa nel 1989
- Vincitrice della classifica di discesa libera nel 1989
- 5 vittorie[senza fonte]

#### Coppa Europa - vittorie
| Data | Località       | Paese          | Specialità |
| ---- | -------------- | -------------- | ---------- |
| 1989 | Eben im Pongau | Austria        | DH         |
| 1989 | Eben im Pongau | Austria        | DH         |
| 1989 | Jasná          | Cecoslovacchia | GS         |
| 1989 | Bergen         | Germania       | SL         |
| 1990 | Haus           | Austria        | SG         |

Legenda:

DH = discesa libera

SG = supergigante

GS = slalom gigante

SL = slalom speciale

### Campionati austriaci
- 1 medaglia[1]:
  - 1 argento (combinata nel 1989)

### Campionati austriaci juniores
- 3 medaglie[1]:
  - 2 ori (discesa libera, supergigante nel 1989)
  - 1 bronzo (slalom gigante nel 1987)